# Nebraska
Nebraska je savezna država SAD-a. To je jedina trostruko kopnena zemlja u SAD-u. Glavni grad je Lincoln, a najveći grad je Omaha, koji se nalazi na rijeci Missouri. 
Nebraska je priznata kao 37. država Sjedinjenih Država 1867. godine.

## Ime
Ime Nebraska dolazi od chiwere (odnosno Oto) naziva ñįbraske, a odnosi se na rijeku Platte, koja protječe kroz državu, i čije je značenje "flat water". 

## Okruzi (Counties)
Nebraska se satoji od 83 okruga (counties)

## Najveći gradovi
(Stanje 1. srpanj 2004)
- Omaha, Nebraska - 409.416
- Lincoln, Nebraska - 236.146
- Bellevue, Nebraska - 47.347
- Grand Island, Nebraska - 44.287
- Kearney, Nebraska - 42.259
- Fremont, Nebraska - 25.272
- Norfolk, Nebraska - 24.072
- North Platte, Nebraska - 23.944
- Hastings, Nebraska - 23.404
- Columbus, Nebraska - 20.881